# Padenodes cuprizona
Padenodes cuprizona är en fjärilsart som beskrevs av George Francis Hampson 1914. Padenodes cuprizona ingår i släktet Padenodes och familjen björnspinnare. Inga underarter finns listade i Catalogue of Life.